# Jacques Lassalle
Jacques Lassalle ( Clermont-Ferrand, 6 de julio de 1936 – París, 2 de enero de 2018 ) fue un dramaturgo, escenógrafo y director teatral francés.

## Biografía
Tras estudiar en la Sorbona y obtener una agregación en letras modernas, siguió los cursos de Fernand Ledoux en el Conservatoire national supérieur d'art dramatique. Fundador en 1967 del Studio-Théâtre de Vitry-sur-Seine, fue profesor del Instituto de Estudios Teatrales de la Universidad Sorbona Nueva-París 3 (1969-1981), director del Teatro Nacional de Estrasburgo de 1983 a 1990 y administrador de la Comédie-Française de 1990 a 1993. En 1994 regresó a la dirección teatral.
Puso en escena obras de autores consagrados como Molière, Marivaux, Labiche, Ruzante, Goldoni, Kundera  o Nathalie Sarraute, así como de autores noveles como Michel Vinaver. Su escenógrafo de confianza fue Yannis Kokkos.
En 2002 también representó en el Teatro Olímpico de Vicenza, para el Teatro Stabile del Veneto, Ifigenia en Tauris de Goethe, con Andrea Giordana, Gaia Aprea, Daniele Salvo, Alberto Fasoli y Massimiliano Sbarsi.

## Publicaciones
- Jonathan des années 30
- Un couple pour l’hiver
- Le Soleil entre les arbres
- Un dimanche indécis dans la vie d’Anna, Actes Sud, 2011 ISBN 2-74279463-8
- Avis de recherche
- Pauses, Actes Sud, 1991 ISBN 2-86869704-6
- Conversations sur "Dom Juan" avec Jean-Loup Rivière, éditions POL, 1994 ISBN 2-86744422-5
- L’Amour d’Alceste, Une décennie de théâtre, éditions POL, 2000 ISBN 2-86744752-6
- Lola, rien d'autre ou La madone des poubelles, Actes Sud, 2006 ISBN 2-74275838-0
- Le théâtre, oui quand même, Éditions Universitaires d'Avignon, collection Entre-Vues, 2008
- Conversations sur la formation de l'acteur, con Jean-Loup Rivière, Actes Sud, 2004 ISBN 2-74274634-X
- Un dimanche indécis dans la vie d’Anna, Actes Sud, 2011 ISBN 2-74279463-8
- Ici moins qu'ailleurs, éditions POL, 2011 ISBN 2-81801355-0